# Роз'єднані Штати Америки
Роз'єднані Штати Америки (англ. The Disunited States of America) — альтернативно-історичний роман Гаррі Тертлдава. Це частина серії «Перехресний трафік», де події відбуваються в альтернативному світі. У ньому США так і не змогли дійти згоди щодо конституції та продовжували керувати відповідно до статей Конфедерації. На початку 1800-х років нація розпалася і кожнен штат став окремою країною. Держави торгують одна з одною, ведуть дипломатію і навіть воюють одна з одною. Існують інші держави, яких немає в нашому світі, наприклад Бун.

## Короткий зміст сюжету
Історія відбувається у 2090-х роках і розповідає про двох чужинців, які опинилися у війні між Огайо та Вірджинією: молоду дівчину з Каліфорнії, яка приїхала до родичів зі своєю бабусею, та хлопця з торгової фірми «Перехресний трафік», яка займається міжчасовими перевезеннями.

## Назва
Одним із кандидатів на назву перед публікацією були «Від'єднані Штати Америки».

## Відгуки
Фріда Мюррей, рецензуючи для Booklist, сказала, що цей роман був «найкращим на сьогодні у цій серії Тертлдава, з героями, які вам небайдужі, і діями, які, хоча й похмурі, правдоподібні та захоплюючі». Publishers Weekly у своєму огляді сказав, що «Тертлдав дає уроки расизму та дипломатії для дорослої молоді».